# El tercer gemelo (película)
El tercer gemelo (título original: The Third Twin) es un telefilme canadiense de 1997 dirigida por Tom McLoughlin y protagonizada por Kelly McGillis y Jason Gedrick. Está basada en una novela homónima de Ken Follett.

## Argumento
Jeannie Ferrami es una psicobióloga, profesora asociada e investigadora de criminalidad aficionada al tenis en una universidad en Filadelfia. Ella estudia la influencia de la genética en la personalidad.  Su interés por las tendencias criminales está influenciado por el hecho de que su padre, Pete, es un ladrón. Su madre en cambio tiene Alzheimer y está internada por ello. Ha desarrollado para su estudio un programa con la que puede identificar a criminales que tienen gemelos a escala nacional que incluso no se conocen para luego compararlos correspondientemente con la esperanza de identificar así el gen criminal. Tiene una amiga, Lisa, que le ayuda en su trabajo. También tiene un novio, que se llama Steve Logan, con el que sale recientemente.
Ese programa causa entonces alarma en la poderosa empresa genética Genetico, que cofinancia la universidad donde trabaja y que se entera de su proyecto. Por ello la hacen la vida imposible por ello hasta el punto de incluso despedirla con falsos pretextos. Al mismo tiempo Lisa es violada por un hombre idéntico a Steve Logan, que es detenido por ello. Los acontecimientos causan a que Ferrani investigue a fondo todo el asunto. Finalmente, cuando analiza el ADN de Steve con el programa por curiosidad, ella descubre a través del programa, que Steve Logan es un clon y que fue creado junto con otros siete como él, de los cuales uno es el violador, 27 años antes imitando para ello las células de gemelos idénticos para ello. 
También descubre que el violador es el hijo de Berrington Jones, el jefe de la compañía, que adoptó uno sus propios clones para hacer a su mujer feliz que no podía tener hijos con él. Temía, junto con los otros dirigentes de la empresa, que ella con su programa descubriese a los clones que ellos crearon para El Pentágono y que luego pusieron dentro de sus futuras madres a sus espaldas para que naciesen como parte de un plan de crear soldados mejorados, muchos de los cuales, a causa de su agresividad y falta de educación cometieron correspondientes graves delitos, algo que no fue el caso de Logan, porque creció en una familia íntegra con un padre como coronel del ejército. Eso hubiese significado consecuencias penales y civiles para él y los demás dirigentes de la empresa además de perder la posibilidad de poder vender la empresa a otra más grande llamada Landsmann por 180 millones de dólares, cosa que en ese momento estaban planeando.
Ahora planean a toda costa que esa venta pueda hacerse a tiempo como planeado como parte de un plan de utilizar parte del dinero para encubrir lo que hiceron. Incluso utilizan al hijo de Jones para hacerlo posible dándole incluso carta blanca para que utilice violencia al respecto contra Ferrani si fuese necesario pasándose para ello por Logan ante Ferrrani. Sin embargo Ferrani, junto con Logan, que sale bajo fianza y le ayuda, y Lisa pueden descubrir y detener al violador a tiempo y destaparlo todo antes de que la venta sea posible encargándose que los clones aparezcan en una conferencia de prensa al respecto, previo a la venta.         
Jones y los demás dirigentes empresariales están entonces acabados, Ferrani es rehabilitada, el violador es detenido por la policía y llevado a prisión y Logan es puesto en libertad, libre de cargos, el cual durante los acontecimientos se ha enamorado de Ferrani y viceversa. Se insinúa que van a casarse aunque también les perseguirá, pero no de forma grave, el asunto a causa de sus pasados, que al mismo tiempo también les unirá aún más en el futuro.

## Reparto
- Kelly McGillis - Dra. Jean Jeannie Ferrani
- Jason Gedrick - Steve Logan
- Larry Hagman - Berrington Jones
- Regina Taylor - Michelle Delaware
- Lisa Vidal - Lisa
- Hal Holbrook - Pete
- Ralph Waite - Senador Proust

## Producción
El telefilme se rodó en Toronto, Canadá. Se filmó entre el 7 de julio de 1997 y agosto de 1997.

## Recepción
Hoy en día el telefilme ha sido valorada en portales cinematográficos. En IMDb, con 478 votos registrados, el filme obtiene una media ponderada de 5,6 sobre 10. En cuanto a Rotten Tomatoes, los más de 50 votos registrados allí le dieron una valoración media de 3,3 de 5.